# Quận Maui, Hawaii
Quận Maui là một quận của Hawaii, Hoa Kỳ. Quận lỵ đóng tại thành phố Wailuku 6. 
Theo Cục điều tra dân số Hoa Kỳ, dân số theo điều tra năm 2000 là 128.094 người và thời điẻm tháng 7 năm 2006 quận có 141.320 người. Quận có diện tích 1702 km².
Quận này gồm các đảo Maui, Kahoolawe, Lānai, Molokai (ngoại trừ phần Molokai nằm trong quận Kalawao), và Molokini. 
Wailuku.